# Enzo Biagi
Enzo Biagi (Lizzano in Belvedere, 9 de agosto de 1920 – Milán, 6 de noviembre de 2007) fue un periodista y escritor italiano.

## Biografía
Comenzó su carrera como periodista en Bolonia. Desde 1942, colaboró con la resistencia y tuvo es esconderse. En 1952 trabajó en el guion de la película histórica Camicie rosse. En 1953 se convirtió en el redactor en jefe de la revista Epoca.
Activo en periodismo durant seis décadas y autor de unos ochenta libros, de 1961 a 1963 fue director del Telegiornale y colaboró en los diarios La Stampa y Corriere della Sera. También ganó numerosos premios, entre los que destaca el premio Saint Vincent de 1979 y el Premio Ischia Internacional de Periodismo de 1985. En 1987, ganó el Premio Bancarella por su libro Il boss è solo, donde entrevista el exjefe de la mafia siciliana, Tommaso Buscetta, que se había convertido en pentito (testimonio estatal). Trabajó en el canal de televisión nacional italiano Rai Uno hasta 2001.
El 9 de mayo de 2001, solo dos días antes de las elecciones generales de Italia, durante su show prime time de 10 minutos Il Fatto, emitido por Rai Uno, Biagi entrevistó el popular actor y director Roberto Benigni, que hizo una parodia sobre Silvio Berlusconi y declaró su preferencia por el otro candidato, Francesco Rutelli, de la coalición L'Ulivo.
Biagi despareció de las pantallas de televisión pocos meses antes que las declaraciones de Berlusconi en Sofia, llamados también Editto Bulgaro, donde el entonces primer ministro acusaba al popular periodista, junto a su compañero periodista Michele Santoro y el cómico Daniele Luttazzi, de haber hecho uso criminal del servicio público de televisión. Los defensores de Biagi argumentan que un servicio público tendría que proporcionar pluralismo y que un país donde el gobierno impide que las ideas contrarias se manifiesten en el aire es un régimen.
La cuestión de los motivos de Berlusconi para entrar en la política en primer lugar surgió en una entrevista que dio con Biagi e Indro Montanelli, afirmando que "si no entro en política, iré a la prisión y me encontraré en quiebra".
El 22 de abril de 2007, Enzo Biagi, de 86 años, hizo su retorno con el la RAI con RT Rotocalco Televisivo, un programa de actualidad emitido por Raitre. En la inauguración del programa, declaró: 

Buenas nochas, lo siento si soy un poco emocional, quizás visible. Ha habido un problema técnico y la pausa ha durado cinco años.

Hasta poco antes de su muerte, fue también columnista del diario Corriere della Sera, en el que había trabajado desde principios de los años setenta.

## Obras
- È di scena Pietro Gubellini, Bolonia, Testa, 1939.
- Belle favole di tutti i tempi, a cura di e con Dario Zanelli, Bolonia, Cappelli, 1947.
- Dieci anni della nostra vita. Un documentario di "Epoca", dirigido por Sergio Zavoli, Milán, A. Mondadori, 1960.
- 50 anni d'amore. Mezzo secolo di sospiri, ricordi e illusioni, raccontato con Sergio Zavoli, Milán, Rizzoli, 1961.
- Crepuscolo degli dei,Milán, Rizzoli, 1962.
- Cardinali e comunisti. All'Est qualcosa di nuovo. Ungheria, Polonia, Checoslovaquia: Enzo Biagi racconta la storia di un mondo che muore, e i drammi, le speranze di un mondo che vuol vivere, Milán, Rizzoli, 1963.
- 1945-1965. Altri vent'anni della nostra vita, dirigido por Sergio Zavoli, Milán, A. Mondadori, 1965.
- L'uomo non deve morire, Milán, Garzanti, 1965-1969.
- Mamma Svetlana, nonno Stalin, Milán, Rizzoli, 1967.
- Padre Pio. La fede e i miracoli di un uomo del Signore, redactado con Silvio Bertoldi, Guido Gerosa, Sandro Mayer y Marco Pancera, Milán, Rizzoli, 1968.
- Storie di questi giorni, Milán, Rizzoli, 1969.
- La luna è nostra. Storie e drammi di uomini coraggiosi,redactado con Antonio De Falco, Guido Gerosa, Gino Gullace, Gian Franco Venè e Lorenzo Vincenti, Milán, Rizzoli, 1969.
- Testimone del tempo, Torino, SEI, 1970.
- Dai nostri inviati in questo secolo. I grandi fatti e i grandi personaggi nel racconto di grandi giornalisti, a cura di, Torino, SEI, 1971.
- Di progresso si muore, con altri, Bologna, Edizioni Skema, 1971.
- La vita e i giorni. Corso di storia per la scuola media, con Letizia Alterocca, Anna Doria y Vittorio Morone, 3 voll., Torino, SEI, 1972.
- Gente che va, Torino, SEI, 1972.
- Dicono di lei, Torino, SEI, 1974; introducción de Alberto Ronchey, Milán, BUR, 1978.
- L'enciclopedia divertente, Milán, Rizzoli, 1974.
- Il Mississippi, con Giuliano Ferrieri, Guido Gerosa, Gino Gullace, Giuseppe Josca, Eugenio Turri, Novara, Istituto geografico De Agostini, 1975.
- Il Signor Fiat. Una biografia, Milán, Rizzoli, 1976; 2003, ISBN 88-17-87252-0.
- Il sindaco di Bologna. Enzo Biagi intervista Renato Zangheri, Vaciglio, Ricardo Franco Levi, 1976.
- Strettamente personale. Fatti e misfatti, figure e figurine della nostra vita, Milán, Rizzoli, 1977; 1979.
- Laggiù gli uomini, con Franco Fontana, Vaciglio, Ricardo Franco Levi, 1977.
- E tu lo sai? Le domande dei ragazzi alle quali i genitori non sanno rispondere. Biagi le ha proposte a grandi personalità mondiali - da Margaret Mead a Federico Fellini, da Enzo Ferrari a Isaac Asimov, da Arthur Schlesinger a Robert White - per aiutarvi a parlare con i vostri figli, Milán, Rizzoli, 1978.
- Ferrari. La confessione-ritratto di un uomo che ha vinto tutto tranne la vita, Milán, Rizzoli, 1980.
- Come andremo a incominciare?, con Eugenio Scalfari, Milán, Rizzoli, 1981.
- Il Buon Paese. Vale ancora la pena di vivere in Italia?, Milán, Longanesi, 1981.
- Diciamoci tutto, Milán, A. Mondadori, 1983
- Mille camere, Milán, A. Mondadori, 1984.
- Senza dire arrivederci, Milán, A. Mondadori, 1985.
- Il boss è solo. Buscetta: la vera storia di un vero padrino, Milán, A. Mondadori, 1986. ISBN 88-04-33153-4.
- Il sole malato. Viaggio nella paura dell'AIDS, Milán, A. Mondadori, 1987, ISBN 88-04-30465-0.
- Dinastie. Gli Agnelli, i Rizzoli, i Ferruzzi-Gardini, i Lauro, Milán, A. Mondadori, 1988, ISBN 88-04-31718-3.
- Amori, Milán, Rizzoli, 1988. ISBN 88-17-85139-6.
- Buoni. Cattivi, Milán, Rizzoli, 1989, ISBN 88-17-85149-3.
- Noi c'eravamo, Milán, Rizzoli, 1990, ISBN 88-17-85151-5.
- Lubjanka, Milán, Rizzoli, 1990. ISBN 88-17-85152-3.
- L'Italia dei peccatori, Milán, Rizzoli, 1991, ISBN 88-17-84134-X.
- Incontri e addii, Milán, Rizzoli, 1992, ISBN 88-17-85055-1. [Comprende Mille camere e Senza dire arrivederci]
- Un anno una vita, Roma-Milán, Nuova ERI-Rizzoli, 1992, ISBN 88-17-84205-2.
- La disfatta, Milán, Rizzoli, 1993, ISBN 88-17-84272-9.
- "I" come Italiani, Roma-Milán, Nuova ERI-Rizzoli, 1993, ISBN 88-17-84295-8.
- L'albero dai fiori bianchi, Roma-Milán, Nuova ERI-Rizzoli, 1994. ISBN 88-17-84353-9.
- Il Fatto, Roma-Milán, Nuova ERI-Rizzoli, 1995, ISBN 88-17-84419-5.
- Lunga è la notte, Roma-Milán, Nuova ERI-Rizzoli, 1995, ISBN 88-17-84430-6.
- Quante donne, Roma-Milán, ERI-Rizzoli, 1996, ISBN 88-17-84466-7.
- La bella vita. Marcello Mastroianni racconta, Roma-Milán, ERI-Rizzoli, 1996, ISBN 88-17-84481-0.
- Sogni perduti, Milán, Rizzoli, 1997, ISBN 88-17-84523-X.
- Scusate, dimenticavo, Roma-Milán, RAI-ERI-Rizzoli, 1997, ISBN 88-17-84543-4.
- Ma che tempi, Roma-Milán, RAI-ERI-Rizzoli, 1998, ISBN 88-17-85260-0.
- Cara Italia. ["Giusto o sbagliato questo è il mio Paese"], Roma-Milán, RAI-ERI-Rizzoli, 1998, ISBN 88-17-86013-1.
- Racconto di un Secolo. [Gli uomini e le donne protagonisti del Novecento], Roma-Milán, RAI-ERI-Rizzoli, 1999, ISBN 88-17-86090-5.
- Odore di cipria, Milán, RAI-ERI-Rizzoli, 1999, ISBN 88-17-86265-7.
- Come si dice amore, Milán, RAI-ERI-Rizzoli, 2000, ISBN 88-17-86461-7.
- Giro del mondo, Milán, RAI-ERI-Rizzoli, 2000, ISBN 88-17-86513-3.
- Dizionario del Novecento. [Gli uomini, le donne, i fatti, le parole che hanno segnato la nostra vita e quella del mondo], Milán, RAI-ERI-Rizzoli, 2001, ISBN 88-17-86780-2.
- Un giorno ancora, Milán, RAI-ERI-Rizzoli, 2001, ISBN 88-17-86883-3.
- Addio a questi mondi. Fascismo, nazismo, comunismo: uomini e storie, che cosa è rimasto, Milán, Rizzoli, 2002, ISBN 88-17-87038-2.
- Cose loro & Fatti nostri, Milán, RAI-ERI-Rizzoli, 2002, ISBN 88-17-87101-X.
- La mia America, Milán, Rizzoli, 2003, ISBN 88-17-87262-8.
- Lettera d'amore a una ragazza di una volta, Milán, Rizzoli, 2003, ISBN 88-17-99506-1.
- L'Italia domanda (con qualche risposta), Milán, Rizzoli, 2004, ISBN 88-17-00433-2.
- Era ieri, a cura di Loris Mazzetti, Milán, Rizzoli, 2005, ISBN 88-17-00911-3.
- Quello che non si doveva dire, con Loris Mazzetti, Milán, Rizzoli, 2006, ISBN 88-17-01310-2.
- Io c'ero. Un grande giornalista racconta l'Italia del dopoguerra. A cura di Loris Mazzetti, Milán, Rizzoli, 2008, ISBN 978-88-17-02589-8.
- I Quattordici mesi. La mia Resistenza, a cura di Loris Mazzetti, Milán, Rizzoli, 2009, ISBN 978-88-17-03545-3.
- Consigli per un paese normale, a cura di Salvatore Giannella, Milán, Rizzoli, 2010, ISBN 978-88-17-04157-7.
- Lezioni di televisione, Prefazione di Bice Biagi. A cura di Giandomenico Crapis. Roma: Rai Eri. 2016. ISBN 978-88-397-1685-9.
- Non perdiamoci di vista. Un racconto attraverso le interviste che hanno segnato un'epoca. Reggio Emilia: Aliberti. 2017. ISBN 978-88-93-23155-8.
- La vita è stare alla finestra. La mia storia. Milán: Collana Saggi, Rizzoli. 2017. ISBN 978-88-17-09707-9.